# Trospiumchloride
Trospium is een geneesmiddel uit de groep van tropaanderivaten en behoort tot de synthetische anticholinergica. Chemisch gezien is het een quaternair 3α-nortropanol dat is veresterd met benzilzuur. Het wordt gebruikt voor de behandeling van urine-incontinentie.

## Farmacologie
Het farmacologische effect treedt op door competitieve blokkering van de werking van acetylcholine op de muscarine-acetylcholinereceptoren. Dit leidt tot remming van de parasympathische invloed op gladde spieren, hartspier, klieren en ganglia van het perifere zenuwstelsel. Het heeft  weinig effect op het centrale zenuwstelsel omdat het als quaternair ammoniumion trospium slecht geabsorbeerd wordt uit het maag-darmkanaal en kan het vrijwel niet door de bloed-hersenbarrière dringen.  Bovendien wordt trospiumchloride herkend en verwijderd door speciale transportsystemen die zich bij de bloed-hersenbarrière bevinden.

## Klinische informatie

### Contra-indicaties
Contra-indicaties voor gebruik zijn onder meer onbehandeld glaucoom, obstructieve prostaathyperplasie, darmobstructies, pylorusstenose en andere vernauwingen in het maagdarmkanaal, evenals hartritmestoornissen met een verhoogde hartslag.

### Bijwerkingen
In principe komen de bijwerkingen ook overeen met die van andere anticholinergica; roodheid van de huid, een vol gevoel, constipatie, gezichtsstoornissen, verminderd zweten, snelle hartslag (tachycardie), accommodatiestoornissen en een droge mond kunnen voorkomen.

### Behandeling van schizofrenie
In september 2024 werd de vaste combinatie van xanomeline met trospiumchloride goedgekeurd voor de behandeling van schizofrenie bij volwassenen (preparaatnaam: Cobenfy).